# Яна Рабасова
Яна Рабасова (чеськ. Jana Rabasová, 22 липня 1933, Прага — 2017) — чехословацька гімнастка, призерка Олімпійських ігор.

## Біографічні дані
На Олімпіаді 1952 Яна Рабасова зайняла 3-е місце в командному заліку. В індивідуальному заліку вона зайняла 21-е місце. Також зайняла 6-е місце в командних вправах з предметом, 21-е — у вправах на брусах, 26-е — у вправах на колоді, 35-е — в опорному стрибку та 43-е — у вільних вправах.